# Comuni del Goiás

Lo Stato del Goiás, in Brasile

Segue un elenco dei 245 comuni dello stato brasiliano del Goiás.
| Comune                      | Microregione                | Mesoregione     | Area (km²) | Popolazione | Densità |
| --------------------------- | --------------------------- | --------------- | ---------- | ----------- | ------- |
| Abadia de Goiás             | Goiânia                     | Centro Goiano   | 146,458    | 6.531       | 44,60   |
| Abadiânia                   | Entorno do Distrito Federal | Leste Goiano    | 1.044,159  | 12.504      | 12,40   |
| Acreúna                     | Vale do Rio dos Bois        | Sul Goiano      | 1.565,989  | 21.436      | 13,70   |
| Adelândia                   | Anicuns                     | Centro Goiano   | 115,353    | 2.549       | 22,10   |
| Água Fria de Goiás          | Entorno do Distrito Federal | Leste Goiano    | 2.029,406  | 4.833       | 2,40    |
| Água Limpa                  | Meia Ponte                  | Sul Goiano      | 452,856    | 2.394       | 5,30    |
| Águas Lindas de Goiás       | Entorno do Distrito Federal | Leste Goiano    | 191,198    | 168.919     | 883,50  |
| Alexânia                    | Entorno do Distrito Federal | Leste Goiano    | 847,891    | 22.689      | 26,80   |
| Aloândia                    | Meia Ponte                  | Sul Goiano      | 102,160    | 2.229       | 21,80   |
| Alto Horizonte              | Porangatu                   | Norte Goiano    | 503,762    | 2.872       | 5,70    |
| Alto Paraíso de Goiás       | Chapada dos Veadeiros       | Norte Goiano    | 2.593,885  | 7.652       | 3,00    |
| Alvorada do Norte           | Vão do Paranã               | Leste Goiano    | 1.259,495  | 7.685       | 6,10    |
| Amaralina                   | Porangatu                   | Norte Goiano    | 1.412,909  | 3.123       | 2,20    |
| Americano do Brasil         | Anicuns                     | Centro Goiano   | 133,562    | 4.986       | 37,30   |
| Amorinópolis                | Iporá                       | Centro Goiano   | 408,524    | 3.936       | 27,00   |
| Anápolis                    | Anápolis                    | Centro Goiano   | 918        | 331.329     | 347,10  |
| Anhangüera                  | Catalão                     | Sul Goiano      | 56,642     | 914         | 16,10   |
| Anicuns                     | Anicuns                     | Centro Goiano   | 961,608    | 19.159      | 19,90   |
| Aparecida de Goiânia        | Goiânia                     | Centro Goiano   | 288,465    | 475.303     | 1647,70 |
| Aparecida do Rio Doce       | Sudoeste de Goiás           | Sul Goiano      | 602,288    | 2.786       | 4,60    |
| Aporé                       | Sudoeste de Goiás           | Sul Goiano      | 2.900,344  | 3.513       | 1,20    |
| Araçu                       | Anápolis                    | Centro Goiano   | 153,599    | 4.449       | 29,00   |
| Aragarças                   | Aragarças                   | Noroeste Goiano | 711,649    | 18.698      | 26,30   |
| Aragoiânia                  | Goiânia                     | Centro Goiano   | 218,755    | 7.715       | 35,30   |
| Araguapaz                   | Rio Vermelho                | Noroeste Goiano | 2.193,692  | 7.264       | 3,30    |
| Arenópolis                  | Aragarças                   | Noroeste Goiano | 1.074,591  | 3.890       | 3,60    |
| Aruanã                      | Rio Vermelho                | Noroeste Goiano | 3.050,303  | 5.232       | 1,70    |
| Aurilândia                  | Anicuns                     | Centro Goiano   | 565,152    | 4.213       | 7,50    |
| Avelinópolis                | Anicuns                     | Centro Goiano   | 164,040    | 2.633       | 16,10   |
| Baliza                      | Aragarças                   | Noroeste Goiano | 1.782,592  | 897         | 0,50    |
| Barro Alto                  | Ceres                       | Centro Goiano   | 1.093,243  | 5.513       | 5,00    |
| Bela Vista de Goiás         | Goiânia                     | Centro Goiano   | 1.280,9    | 22.043      | 17,30   |
| Bom Jardim de Goiás         | Aragarças                   | Noroeste Goiano | 1.850,738  | 8.129       | 4,40    |
| Bom Jesus de Goiás          | Meia Ponte                  | Sul Goiano      | 1.405,218  | 18.035      | 12,80   |
| Bonfinópolis                | Goiânia                     | Centro Goiano   | 122,257    | 6.853       | 56,10   |
| Bonópolis                   | Porangatu                   | Norte Goiano    | 1.628,479  | 2.572       | 1,60    |
| Brazabrantes                | Anápolis                    | Centro Goiano   | 123,548    | 3.096       | 25,10   |
| Britânia                    | Rio Vermelho                | Noroeste Goiano | 1.461,181  | 5.717       | 3,90    |
| Buriti Alegre               | Meia Ponte                  | Sul Goiano      | 897,394    | 8.700       | 9,70    |
| Buriti de Goiás             | Anicuns                     | Centro Goiano   | 199,291    | 3.106       | 15,60   |
| Buritinópolis               | Vão do Paranã               | Leste Goiano    | 268,115    | 3.627       | 13,50   |
| Cabeceiras                  | Entorno do Distrito Federal | Leste Goiano    | 1.127,601  | 6.975       | 6,20    |
| Cachoeira Alta              | Quirinópolis                | Sul Goiano      | 1.654,343  | 8.676       | 5,20    |
| Cachoeira de Goiás          | Iporá                       | Centro Goiano   | 417,730    | 1.545       | 3,70    |
| Cachoeira Dourada           | Meia Ponte                  | Sul Goiano      | 521,130    | 8.542       | 16,40   |
| Caçu                        | Quirinópolis                | Sul Goiano      | 2.251,098  | 10.580      | 4,50    |
| Caiapônia                   | Sudoeste de Goiás           | Sul Goiano      | 8.653,189  | 15.233      | 1,80    |
| Caldas Novas                | Meia Ponte                  | Sul Goiano      | 1.589,518  | 68.508      | 43,10   |
| Caldazinha                  | Goiânia                     | Centro Goiano   | 311,687    | 3.539       | 11,40   |
| Campestre de Goiás          | Vale do Rio dos Bois        | Sul Goiano      | 273,816    | 3.796       | 13,90   |
| Campinaçu                   | Porangatu                   | Norte Goiano    | 1.974,367  | 3.133       | 1,60    |
| Campinorte                  | Porangatu                   | Norte Goiano    | 1.068,274  | 10.664      | 10,00   |
| Campo Alegre de Goiás       | Catalão                     | Sul Goiano      | 2.463,014  | 4.528       | 1,80    |
| Campo Limpo de Goiás        | Anápolis                    | Centro Goiano   | 156,202    | 5.277       | 33,80   |
| Campos Belos                | Chapada dos Veadeiros       | Norte Goiano    | 724,060    | 18.849      | 25,90   |
| Campos Verdes               | Porangatu                   | Norte Goiano    | 441,702    | 1.707       | 3,90    |
| Carmo do Rio Verde          | Ceres                       | Centro Goiano   | 455,924    | 15.897      | 16,60   |
| Castelândia                 | Sudoeste de Goiás           | Sul Goiano      | 297,428    | 4.451       | 15,00   |
| Catalão                     | Catalão                     | Sul Goiano      | 3.777,652  | 75.540      | 19,00   |
| Caturaí                     | Anápolis                    | Centro Goiano   | 206        | 4.477       | 21,73   |
| Cavalcante                  | Chapada dos Veadeiros       | Norte Goiano    | 6.953,646  | 9.881       | 1,40    |
| Ceres                       | Ceres                       | Centro Goiano   | 213,497    | 18.960      | 88,80   |
| Cezarina                    | Vale do Rio dos Bois        | Sul Goiano      | 415,809    | 7.083       | 17,00   |
| Chapadão do Céu             | Sudoeste de Goiás           | Sul Goiano      | 2.190,7    | 5.338       | 2,30    |
| Cidade Ocidental            | Entorno do Distrito Federal | Leste Goiano    | 388,162    | 48.778      | 125,70  |
| Cocalzinho de Goiás         | Entorno do Distrito Federal | Leste Goiano    | 1.787,994  | 17.778      | 9,90    |
| Colinas do Sul              | Chapada dos Veadeiros       | Norte Goiano    | 1.708,215  | 3.882       | 2,30    |
| Córrego do Ouro             | Iporá                       | Centro Goiano   | 462,302    | 2.739       | 5,90    |
| Corumbá de Goiás            | Entorno do Distrito Federal | Leste Goiano    | 1.062,457  | 9.957       | 9,40    |
| Corumbaíba                  | Catalão                     | Sul Goiano      | 1.881,71   | 7.487       | 4,00    |
| Cristalina                  | Entorno do Distrito Federal | Leste Goiano    | 6.160,722  | 40.900      | 6,60    |
| Cristianópolis              | Pires do Rio                | Sul Goiano      | 225,357    | 3.325       | 14,70   |
| Crixás                      | São Miguel do Araguaia      | Noroeste Goiano | 4.661,077  | 11.305      | 2,40    |
| Cromínia                    | Meia Ponte                  | Sul Goiano      | 369,917    | 3.852       | 10,40   |
| Cumari                      | Catalão                     | Sul Goiano      | 579,877    | 3.269       | 5,60    |
| Damianópolis                | Vão do Paranã               | Leste Goiano    | 415,349    | 3.028       | 7,30    |
| Damolândia                  | Anápolis                    | Centro Goiano   | 84,632     | 2.558       | 30,20   |
| Davinópolis                 | Catalão                     | Sul Goiano      | 520,040    | 2.029       | 3,90    |
| Diorama                     | Aragarças                   | Noroeste Goiano | 687,339    | 2.395       | 3,50    |
| Divinópolis de Goiás        | Vão do Paranã               | Leste Goiano    | 831,134    | 5.281       | 6,40    |
| Doverlândia                 | Sudoeste de Goiás           | Sul Goiano      | 3.207,543  | 7.335       | 2,30    |
| Edealina                    | Vale do Rio dos Bois        | Sul Goiano      | 603,652    | 3.629       | 6,00    |
| Edéia                       | Vale do Rio dos Bois        | Sul Goiano      | 1.461,519  | 11.128      | 7,60    |
| Estrela do Norte            | Porangatu                   | Norte Goiano    | 301,641    | 3.406       | 11,30   |
| Faina                       | Rio Vermelho                | Noroeste Goiano | 1.944,953  | 6.987       | 3,60    |
| Fazenda Nova                | Iporá                       | Centro Goiano   | 1.281,316  | 7.040       | 5,50    |
| Firminópolis                | Anicuns                     | Centro Goiano   | 406,109    | 10.021      | 24,70   |
| Flores de Goiás             | Vão do Paranã               | Leste Goiano    | 3.709      | 9.045       | 2,50    |
| Formosa                     | Entorno do Distrito Federal | Leste Goiano    | 5.806,891  | 92.331      | 15,90   |
| Formoso                     | Porangatu                   | Norte Goiano    | 844,285    | 5.168       | 6,10    |
| Gameleira de Goiás          | Pires do Rio                | Sul Goiano      | 595,316    | 2.816       | 4,70    |
| Goianápolis                 | Goiânia                     | Centro Goiano   | 162,380    | 13.212      | 81,40   |
| Goiandira                   | Catalão                     | Sul Goiano      | 560,707    | 4.716       | 8,30    |
| Goianésia                   | Ceres                       | Centro Goiano   | 1.547,650  | 53.317      | 34,00   |
| Goianira                    | Goiânia                     | Centro Goiano   | 200,402    | 24.492      | 122,20  |
| Goiás                       | Rio Vermelho                | Noroeste Goiano | 3.108      | 26.631      | 8,60    |
| Goiatuba                    | Meia Ponte                  | Sul Goiano      | 2.475,107  | 32.066      | 13,00   |
| Gouvelândia                 | Quirinópolis                | Sul Goiano      | 830,770    | 3.915       | 4,70    |
| Guapó                       | Goiânia                     | Centro Goiano   | 517,005    | 14.951      | 28,92   |
| Guaraíta                    | Ceres                       | Centro Goiano   | 205,306    | 2.842       | 13,80   |
| Guarani de Goiás            | Vão do Paranã               | Leste Goiano    | 1.229,122  | 3.988       | 3,20    |
| Guarinos                    | Ceres                       | Centro Goiano   | 595,865    | 2.203       | 3,70    |
| Heitoraí                    | Anápolis                    | Centro Goiano   | 229,666    | 3.758       | 16,40   |
| Hidrolândia                 | Goiânia                     | Centro Goiano   | 944,238    | 15.179      | 16,10   |
| Hidrolina                   | Ceres                       | Centro Goiano   | 580,386    | 4.229       | 7,30    |
| Iaciara                     | Vão do Paranã               | Leste Goiano    | 1.625,284  | 11.841      | 7,30    |
| Inaciolândia                | Meia Ponte                  | Sul Goiano      | 688,398    | 5.447       | 7,90    |
| Indiara                     | Vale do Rio dos Bois        | Sul Goiano      | 956,473    | 13.274      | 13,90   |
| Inhumas                     | Anápolis                    | Centro Goiano   | 613,349    | 47.984      | 78,20   |
| Ipameri                     | Catalão                     | Sul Goiano      | 4.368,688  | 23.984      | 5,50    |
| Ipiranga de Goiás           | Ceres                       | Centro Goiano   | 241,464    | 2.757       | 11,40   |
| Iporá                       | Iporá                       | Centro Goiano   | 1.026,387  | 30.308      | 29,50   |
| Israelândia                 | Iporá                       | Centro Goiano   | 577,480    | 2.840       | 4,80    |
| Itaberaí                    | Anápolis                    | Centro Goiano   | 1.471      | 30.170      | 20,50   |
| Itaguari                    | Anápolis                    | Centro Goiano   | 135,525    | 4.607       | 34,00   |
| Itaguaru                    | Anápolis                    | Centro Goiano   | 239,936    | 5.139       | 21,40   |
| Itajá                       | Quirinópolis                | Sul Goiano      | 2.091,394  | 5.926       | 2,80    |
| Itapaci                     | Ceres                       | Centro Goiano   | 956,126    | 14.876      | 15,60   |
| Itapirapuã                  | Rio Vermelho                | Noroeste Goiano | 2.043,699  | 12.189      | 6,00    |
| Itapuranga                  | Ceres                       | Centro Goiano   | 1.227,160  | 25.646      | 19,90   |
| Itarumã                     | Quirinópolis                | Sul Goiano      | 3.433,619  | 5.141       | 1,50    |
| Itauçu                      | Anápolis                    | Centro Goiano   | 383,682    | 8.170       | 20,80   |
| Itumbiara                   | Meia Ponte                  | Sul Goiano      | 2.461,280  | 86.496      | 80,10   |
| Ivolândia                   | Iporá                       | Centro Goiano   | 1.262,837  | 2.976       | 2,40    |
| Jandaia                     | Vale do Rio dos Bois        | Sul Goiano      | 864,104    | 6.244       | 7,20    |
| Jaraguá                     | Anápolis                    | Centro Goiano   | 1.888,938  | 38.825      | 19,60   |
| Jataí                       | Sudoeste de Goiás           | Sul Goiano      | 7.174,217  | 84.922      | 11,80   |
| Jaupaci                     | Iporá                       | Centro Goiano   | 527,200    | 3.154       | 6,00    |
| Jesúpolis                   | Anápolis                    | Centro Goiano   | 120,919    | 2.144       | 17,70   |
| Joviânia                    | Meia Ponte                  | Sul Goiano      | 454,884    | 7.260       | 16,00   |
| Jussara                     | Rio Vermelho                | Noroeste Goiano | 4.092,456  | 18.804      | 4,70    |
| Lagoa Santa                 | Quirinópolis                | Sul Goiano      | 458,865    | 965         | 2,10    |
| Leopoldo de Bulhões         | Goiânia                     | Centro Goiano   | 495,015    | 8.054       | 16,30   |
| Luziânia                    | Entorno do Distrito Federal | Leste Goiano    | 3.961,536  | 187.262     | 47,30   |
| Mairipotaba                 | Meia Ponte                  | Sul Goiano      | 460,975    | 2.209       | 4,80    |
| Mambaí                      | Vão do Paranã               | Leste Goiano    | 859,555    | 5.199       | 6,40    |
| Mara Rosa                   | Porangatu                   | Norte Goiano    | 1.703,948  | 11.311      | 6,60    |
| Marzagão                    | Meia Ponte                  | Sul Goiano      | 228,091    | 2.301       | 10,10   |
| Matrinchã                   | Rio Vermelho                | Noroeste Goiano | 1.150,891  | 5.001       | 4,30    |
| Maurilândia                 | Sudoeste de Goiás           | Sul Goiano      | 393,793    | 10.187      | 25,90   |
| Mimoso de Goiás             | Entorno do Distrito Federal | Leste Goiano    | 1.386,910  | 2.100       | 1,50    |
| Minaçu                      | Porangatu                   | Norte Goiano    | 2.860,719  | 34.584      | 12,10   |
| Mineiros                    | Sudoeste de Goiás           | Sul Goiano      | 8.896,304  | 45.169      | 5,00    |
| Moiporá                     | Iporá                       | Centro Goiano   | 460,623    | 1.852       | 4,00    |
| Monte Alegre de Goiás       | Chapada dos Veadeiros       | Norte Goiano    | 3.119,7    | 7.155       | 2,29    |
| Montes Claros de Goiás      | Aragarças                   | Noroeste Goiano | 2.899,177  | 7.652       | 2,60    |
| Montividiu                  | Sudoeste de Goiás           | Sul Goiano      | 1.874,611  | 9.318       | 5,00    |
| Montividiu do Norte         | Porangatu                   | Norte Goiano    | 1.332,991  | 4.769       | 3,60    |
| Morrinhos                   | Meia Ponte                  | Sul Goiano      | 2.846,191  | 38.991      | 13,40   |
| Morro Agudo de Goiás        | Ceres                       | Centro Goiano   | 282,615    | 2.462       | 8,70    |
| Mossâmedes                  | Anicuns                     | Centro Goiano   | 684,451    | 5.802       | 7,20    |
| Mozarlândia                 | São Miguel do Araguaia      | Noroeste Goiano | 1.734,359  | 12.005      | 6,90    |
| Mundo Novo                  | São Miguel do Araguaia      | Noroeste Goiano | 2.146,649  | 10.055      | 4,70    |
| Mutunópolis                 | Porangatu                   | Norte Goiano    | 869,033    | 4.088       | 4,50    |
| Nazário                     | Anicuns                     | Centro Goiano   | 300,089    | 6.917       | 23,00   |
| Nerópolis                   | Goiânia                     | Centro Goiano   | 204,216    | 22.710      | 111,20  |
| Niquelândia                 | Porangatu                   | Norte Goiano    | 9.843,170  | 36.963      | 3,80    |
| Nova América                | Ceres                       | Centro Goiano   | 212,023    | 2.305       | 10,90   |
| Nova Aurora                 | Catalão                     | Sul Goiano      | 302,660    | 1.988       | 6,60    |
| Nova Crixás                 | São Miguel do Araguaia      | Noroeste Goiano | 7.298,795  | 13.221      | 1,50    |
| Nova Glória                 | Ceres                       | Centro Goiano   | 412,975    | 9.268       | 22,40   |
| Nova Iguaçu de Goiás        | Porangatu                   | Norte Goiano    | 628,441    | 2.302       | 3,70    |
| Nova Roma                   | Chapada dos Veadeiros       | Norte Goiano    | 2.135,945  | 2.979       | 1,40    |
| Nova Veneza                 | Anápolis                    | Centro Goiano   | 123,376    | 7.457       | 60,40   |
| Novo Brasil                 | Iporá                       | Centro Goiano   | 649,954    | 4.181       | 5,70    |
| Novo Gama                   | Entorno do Distrito Federal | Leste Goiano    | 191,675    | 96.442      | 503,20  |
| Novo Planalto               | São Miguel do Araguaia      | Noroeste Goiano | 1.242,639  | 2.721       | 2,20    |
| Orizona                     | Pires do Rio                | Sul Goiano      | 1.972,865  | 13.508      | 6,80    |
| Ouro Verde de Goiás         | Anápolis                    | Centro Goiano   | 209,679    | 4.431       | 21,10   |
| Ouvidor                     | Catalão                     | Sul Goiano      | 413,786    | 4.691       | 11,30   |
| Padre Bernardo              | Entorno do Distrito Federal | Leste Goiano    | 3.137,903  | 25.220      | 8,00    |
| Palestina de Goiás          | Sudoeste de Goiás           | Sul Goiano      | 1.320,683  | 3.405       | 2,60    |
| Palmeiras de Goiás          | Vale do Rio dos Bois        | Sul Goiano      | 1.523,683  | 18.699      | 12,10   |
| Palmelo                     | Pires do Rio                | Sul Goiano      | 58,997     | 2.446       | 41,50   |
| Palminópolis                | Vale do Rio dos Bois        | Sul Goiano      | 387,693    | 5.236       | 9,10    |
| Panamá                      | Meia Ponte                  | Sul Goiano      | 433,759    | 2.979       | 6,90    |
| Paranaiguara                | Quirinópolis                | Sul Goiano      | 1.153,786  | 8.719       | 7,60    |
| Paraúna                     | Vale do Rio dos Bois        | Sul Goiano      | 3.781,219  | 11.575      | 3,10    |
| Perolândia                  | Sudoeste de Goiás           | Sul Goiano      | 1.029,622  | 3.792       | 3,70    |
| Petrolina de Goiás          | Anápolis                    | Centro Goiano   | 540,451    | 10.115      | 18,70   |
| Pilar de Goiás              | Ceres                       | Centro Goiano   | 906,648    | 2.226       | 2,50    |
| Piracanjuba                 | Meia Ponte                  | Sul Goiano      | 2.405,114  | 24.377      | 10,10   |
| Piranhas                    | Aragarças                   | Noroeste Goiano | 2.047,760  | 11.900      | 5,80    |
| Pirenópolis                 | Entorno do Distrito Federal | Leste Goiano    | 2.227,793  | 21.240      | 9,50    |
| Pires do Rio                | Pires do Rio                | Sul Goiano      | 1.076      | 26.733      | 27,30   |
| Planaltina                  | Entorno do Distrito Federal | Leste Goiano    | 2.539,113  | 100.240     | 38,80   |
| Pontalina                   | Meia Ponte                  | Sul Goiano      | 1.428,184  | 17.383      | 12,20   |
| Porangatu                   | Porangatu                   | Norte Goiano    | 4.820,485  | 40.436      | 8,40    |
| Porteirão                   | Meia Ponte                  | Sul Goiano      | 603,917    | 2.983       | 4,90    |
| Portelândia                 | Sudoeste de Goiás           | Sul Goiano      | 550,646    | 4.195       | 7,60    |
| Posse                       | Vão do Paranã               | Leste Goiano    | 1.949      | 27.932      | 14,30   |
| Professor Jamil             | Meia Ponte                  | Sul Goiano      | 347,464    | 3.830       | 11,00   |
| Quirinópolis                | Quirinópolis                | Sul Goiano      | 3.780,173  | 38.165      | 10,10   |
| Rialma                      | Ceres                       | Centro Goiano   | 268,958    | 13.000      | 41,50   |
| Rianápolis                  | Ceres                       | Centro Goiano   | 159,345    | 4.500       | 27,70   |
| Rio Quente                  | Meia Ponte                  | Sul Goiano      | 256,739    | 3.028       | 11,80   |
| Rio Verde                   | Sudoeste de Goiás           | Sul Goiano      | 8.388,295  | 149.113     | 16,20   |
| Rubiataba                   | Ceres                       | Centro Goiano   | 748,273    | 19.122      | 25,60   |
| Sanclerlândia               | Anicuns                     | Centro Goiano   | 496,824    | 7.661       | 15,40   |
| Santa Bárbara de Goiás      | Anicuns                     | Centro Goiano   | 139,598    | 5.737       | 41,10   |
| Santa Cruz de Goiás         | Pires do Rio                | Sul Goiano      | 1.108,920  | 3.624       | 3,30    |
| Santa Fé de Goiás           | Rio Vermelho                | Noroeste Goiano | 1.160,800  | 4.497       | 3,90    |
| Santa Helena de Goiás       | Sudoeste de Goiás           | Sul Goiano      | 1.127,855  | 35.027      | 31,50   |
| Santa Isabel                | Ceres                       | Centro Goiano   | 806,814    | 3.374       | 4,20    |
| Santa Rita do Araguaia      | Sudoeste de Goiás           | Sul Goiano      | 1.361,764  | 5.496       | 4,00    |
| Santa Rita do Novo Destino  | Ceres                       | Centro Goiano   | 956,037    | 3.150       | 3,30    |
| Santa Rosa de Goiás         | Anápolis                    | Centro Goiano   | 170,970    | 3.227       | 18,90   |
| Santa Tereza de Goiás       | Porangatu                   | Norte Goiano    | 794,553    | 4.398       | 5,50    |
| Santa Terezinha de Goiás    | Porangatu                   | Norte Goiano    | 1.202,195  | 8.684       | 7,20    |
| Santo Antônio da Barra      | Sudoeste de Goiás           | Sul Goiano      | 451,596    | 4.632       | 10,30   |
| Santo Antônio de Goiás      | Goiânia                     | Centro Goiano   | 132,803    | 3.932       | 29,60   |
| Santo Antônio do Descoberto | Entorno do Distrito Federal | Leste Goiano    | 938,309    | 78.995      | 84,20   |
| São Domingos                | Vão do Paranã               | Leste Goiano    | 3.295,558  | 9.123       | 2,80    |
| São Francisco de Goiás      | Anápolis                    | Centro Goiano   | 339,368    | 6.046       | 17,80   |
| São João d'Aliança          | Chapada dos Veadeiros       | Norte Goiano    | 3.327,364  | 7.933       | 2,40    |
| São João da Paraúna         | Vale do Rio dos Bois        | Sul Goiano      | 305,357    | 2.132       | 7,00    |
| São Luís de Montes Belos    | Anicuns                     | Centro Goiano   | 826,189    | 27.376      | 33,10   |
| São Luíz do Norte           | Ceres                       | Centro Goiano   | 586,060    | 4.173       | 7,10    |
| São Miguel do Araguaia      | São Miguel do Araguaia      | Noroeste Goiano | 6.144,380  | 25.472      | 4,10    |
| São Miguel do Passa Quatro  | Pires do Rio                | Sul Goiano      | 537,781    | 3.970       | 7,40    |
| São Patrício                | Ceres                       | Centro Goiano   | 134,518    | 2.000       | 13,70   |
| São Simão                   | Quirinópolis                | Sul Goiano      | 414,055    | 15.367      | 37,10   |
| Senador Canedo              | Goiânia                     | Centro Goiano   | 244,745    | 74.687      | 305,20  |
| Serranópolis                | Sudoeste de Goiás           | Sul Goiano      | 5.526,526  | 7.223       | 1,00    |
| Silvânia                    | Pires do Rio                | Sul Goiano      | 2.264,769  | 19.252      | 8,50    |
| Simolândia                  | Vão do Paranã               | Leste Goiano    | 347,823    | 6.693       | 19,20   |
| Sítio d'Abadia              | Vão do Paranã               | Leste Goiano    | 1.598,337  | 2.631       | 1,60    |
| Taquaral de Goiás           | Anápolis                    | Centro Goiano   | 201,392    | 3.531       | 16,00   |
| Teresina de Goiás           | Chapada dos Veadeiros       | Norte Goiano    | 774,635    | 3.481       | 4,50    |
| Terezópolis de Goiás        | Goiânia                     | Centro Goiano   | 106,976    | 6.266       | 58,60   |
| Três Ranchos                | Catalão                     | Sul Goiano      | 282,064    | 3.894       | 11,50   |
| Trindade                    | Goiânia                     | Centro Goiano   | 713,280    | 105.599     | 143,60  |
| Trombas                     | Porangatu                   | Norte Goiano    | 799,123    | 5.255       | 3,70    |
| Turvânia                    | Anicuns                     | Centro Goiano   | 472,346    | 4.948       | 10,50   |
| Turvelândia                 | Vale do Rio dos Bois        | Sul Goiano      | 934,260    | 4.327       | 4,60    |
| Uirapuru                    | São Miguel do Araguaia      | Noroeste Goiano | 1.153,472  | 3.087       | 2,70    |
| Uruaçu                      | Porangatu                   | Norte Goiano    | 2.141,776  | 33.235      | 15,50   |
| Uruana                      | Ceres                       | Centro Goiano   | 522,127    | 14.072      | 27,00   |
| Urutaí                      | Pires do Rio                | Sul Goiano      | 626,717    | 3.304       | 5,30    |
| Valparaíso de Goiás         | Entorno do Distrito Federal | Leste Goiano    | 60,111     | 145.675     | 2061,50 |
| Varjão                      | Vale do Rio dos Bois        | Sul Goiano      | 519,029    | 3.589       | 6,90    |
| Vianópolis                  | Pires do Rio                | Sul Goiano      | 997,596    | 17.530      | 13,60   |
| Vicentinópolis              | Meia Ponte                  | Sul Goiano      | 737,251    | 6.591       | 8,90    |
| Vila Boa                    | Entorno do Distrito Federal | Leste Goiano    | 1.060,170  | 3.617       | 3,40    |
| Vila Propício               | Entorno do Distrito Federal | Leste Goiano    | 2.181,575  | 5.001       | 2,30    |